# Red Eagle's Love Affair
Red Eagle's Love Affair è un cortometraggio muto del 1910 prodotto dalla Lubin. Il nome del regista non viene riportato nei crediti del film.

## Produzione
Il film fu prodotto dalla Lubin Manufacturing Company.

## Distribuzione
Distribuito dalla General Film Company, il film - un cortometraggio in una bobina - venne distribuito nelle sale statunitensi il 16 giugno 1910.